# ماکس نتلاو
ماکس هاینریش هرمان راینهارد نتلاو (آلمانی: Max Nettlau‎؛ ۳۰ آوریل ۱۸۶۵ – ۲۳ ژوئیهٔ ۱۹۴۴) یک زبان‌شناس، و مورخ آنارشیست اهل آلمان بود.